# Space Theatre (Le Cap)
Le Théâtre de l'espace (Le Cap) également appelé Space, (Die Ruimte en afrikaans), est situé dans la  ville du Cap dans la province du Cap-Occidental en Afrique du Sud. C'est un théâtre marginal qui fut particulièrement actif dans les années 1970. Il a rouvert en 2008 sous le nom de New Space Theatre.

## Historique

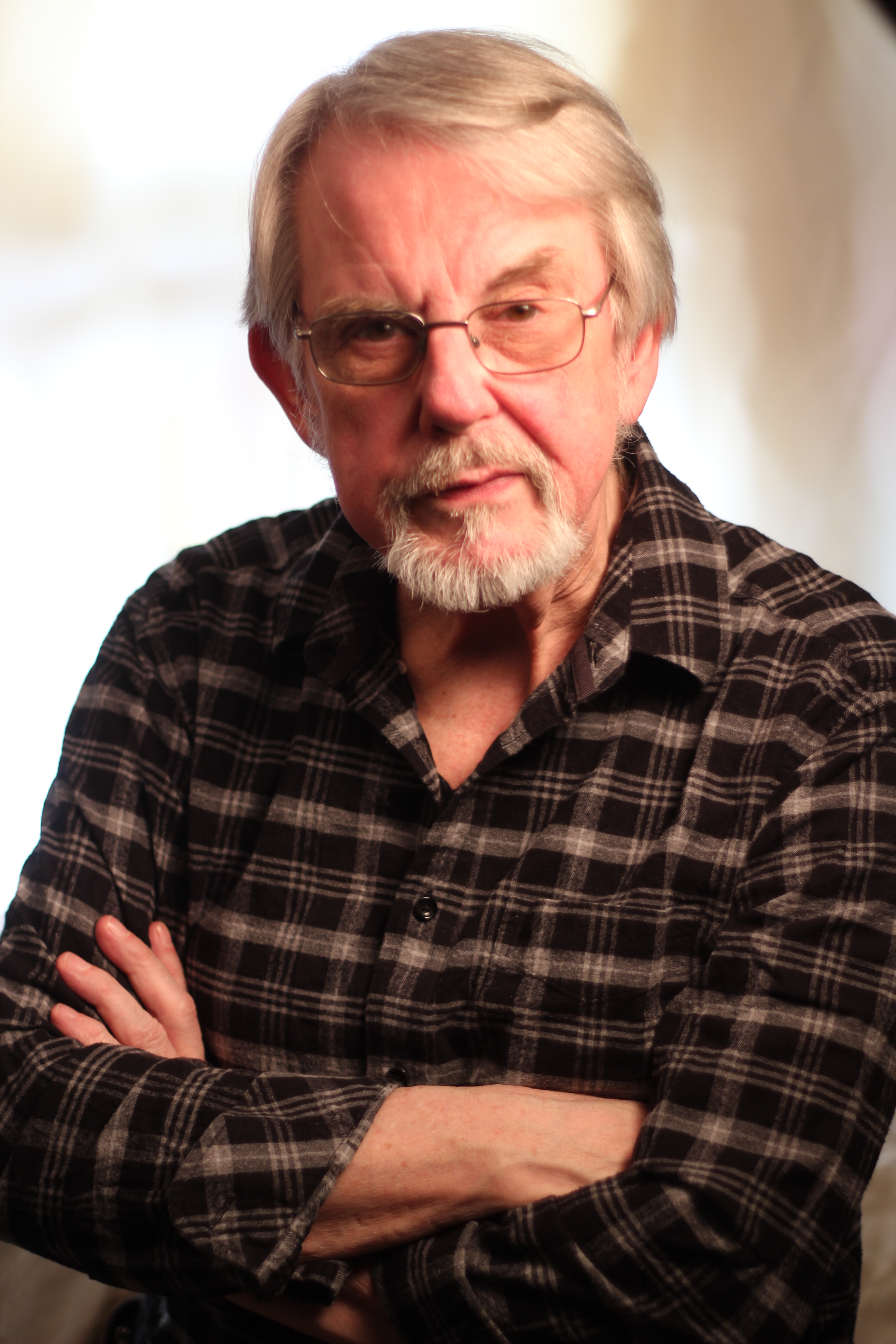
Brian Astbury

Le Théâtre de l'espace du Cap, fondé au Cap en mai 1972 par le photographe de théâtre Brian Astbury et sa femme Yvonne Bryceland, une actrice sud-africaine, s'est imposé pour être résolument non racial dans un pays divisé. Alors que le gouvernement avait réduit au silence la majorité non blanche et que les tensions raciales atteignaient un point de rupture,  au plus fort de la lutte contre l'apartheid le Théâtre de l'espace du Cap, a produit  un groupe d'artistes résolument décidé à construire un espace sûr dédié à toutes les libertés – artistiques, sociales et politiques. Le couple ayant déménagé en 1976 dans les locaux YMCA 44 Long Street, le théâtre fut repris par Moyra Fine et Rob Amato, sous le nom de The People's Space durant  deux années avant d'être mis en faillite

## Productions
Le théâtre, quoique marginal fut pionnier en Afrique du Sud  en produisant près de 300 œuvres, sous la direction de son metteur en scène, le dramaturge Athol Fugard, (de son nom complet Harold Athol Lanigan Fugard). Le théâtre ayant programmé les premières pièces de John Kani et Winston Ntshona Sizwe Banzi Is Dead The Island (play) (en), a donné une voix aux premières pièces de Donald Howarth (en), Othello Slegs Blankes, Fatima Dike et Pieter Dirk Uys, entre autres. 

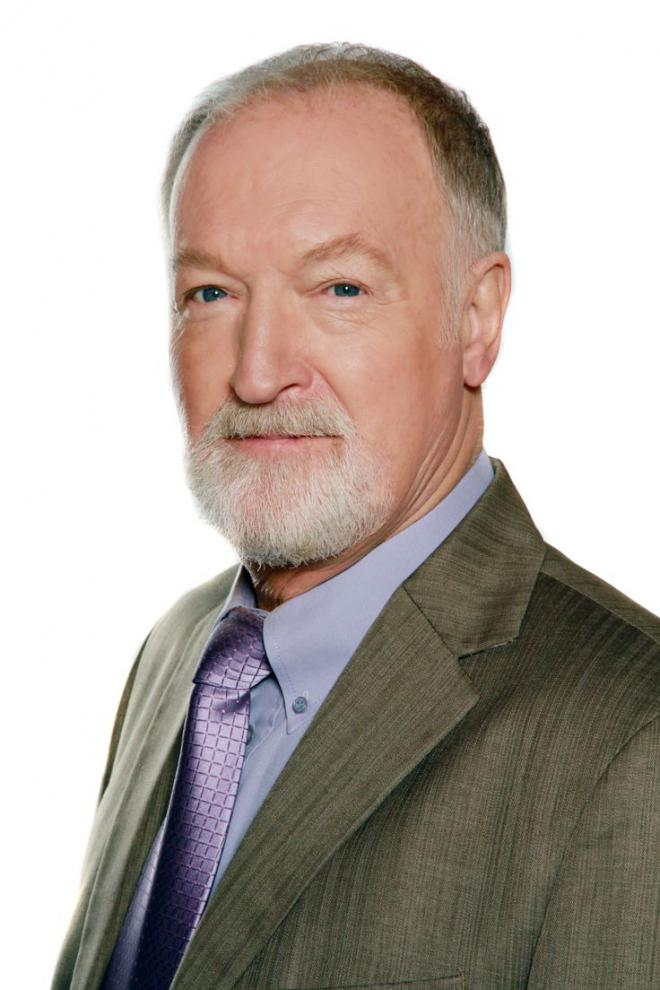
Marius Weyers

Le théâtre acquit une notoriété avec Athol Fugard , Pieter Dirk Uys (en), David Kramer (singer) (en),   Barney Simon, Winston Ntshona, Richard E. Grant, Paul Slabolepsy , Marius Weyers, Fiona Ramsay (en),  Fatima Dike, Leslee Udwin, Ben Dekker (en).

## Le Nouveau Théâtre de l'Espace

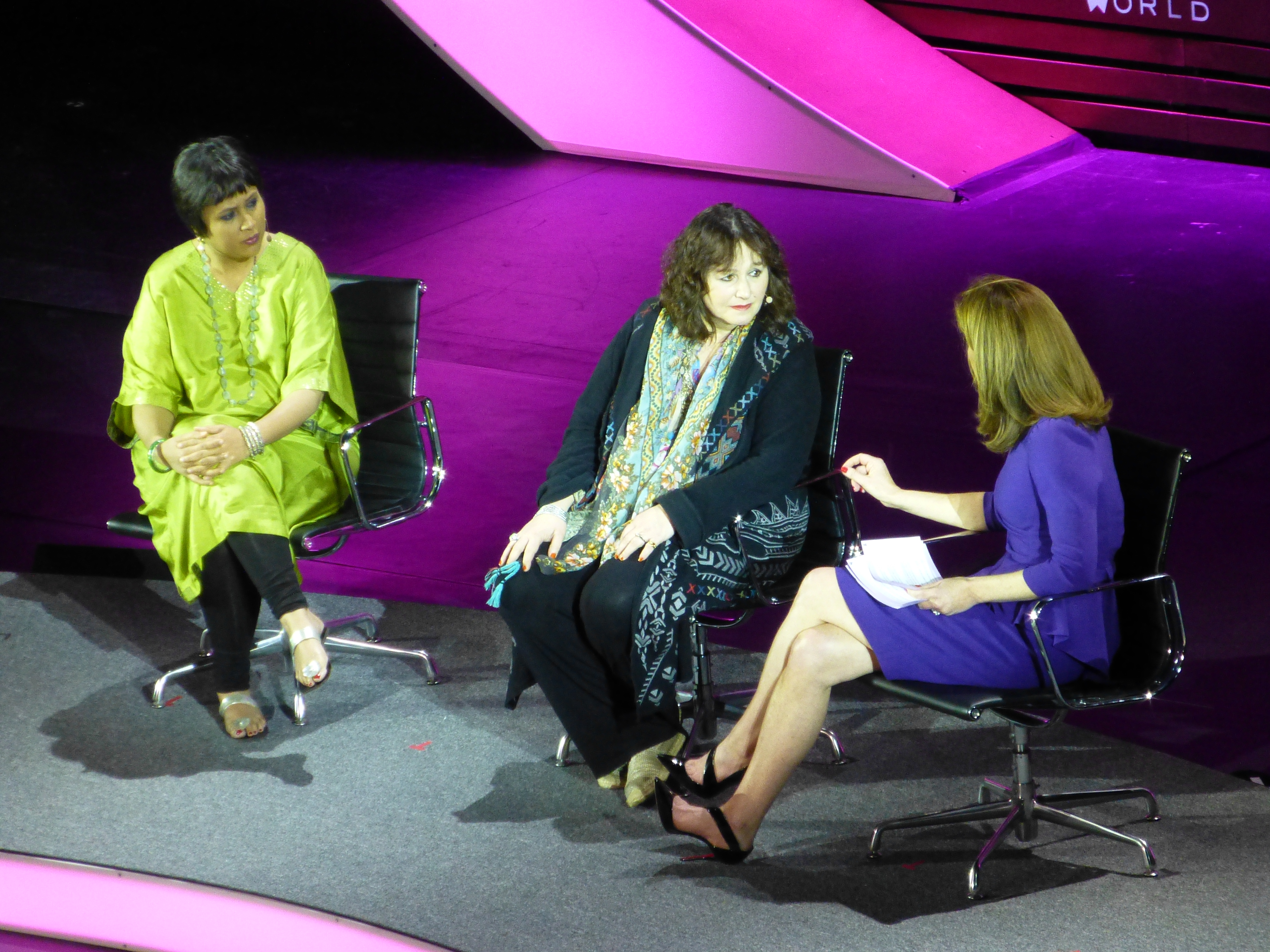
Leslee Udwin

En 2008, avec les encouragements de ses membres fondateurs et conformément au programme de développement du centre-ville du Cap , le théâtre a rouvert ses portes aux amateurs de théâtre.